# Segunda República Helênica
A Segunda República Helênica (português brasileiro) ou Segunda República Helénica (português europeu) (em grego: Β'Ελληνική Δημοκρατία) é um termo historiográfico moderno usado para se referir ao estado grego durante um período de governo republicano entre 1924 e 1935. Para seus contemporâneos, era conhecido oficialmente como República Helênica em grego:  Ἑλληνικὴ Δημοκρατία) ou mais comumente como Grécia (em grego:  Ἑλλάς). Ocupou virtualmente o território contíguo da Grécia moderna (com exceção do Dodecaneso) e fazia fronteira com a Albânia, Iugoslávia, Bulgária, Turquia e as ilhas italianas do Egeu. O termo Segunda República é usado para diferenciá-lo da Primeira e Terceira repúblicas.
A queda da monarquia foi proclamada pelo parlamento do país em 25 de março de 1924. Um país relativamente pequeno com uma população de 6,2 milhões em 1928, cobria uma área total de 130 199 km2 (50 270 sq mi). Ao longo de seus onze anos de história, a Segunda República viu emergir alguns dos eventos históricos mais importantes da história da Grécia moderna; da primeira ditadura militar da Grécia à forma democrática de governo de curta duração que se seguiu, a normalização das relações greco-turcas que durou até a década de 1950 e aos primeiros esforços bem-sucedidos para industrializar significativamente a nação.
A Segunda República Helênica foi abolida em 10 de outubro de 1935, e sua abolição foi confirmada por referendo em 3 de novembro do mesmo ano, que é amplamente aceito como tendo sido atolado em fraude eleitoral. A queda da República eventualmente pavimentou o caminho para a Grécia se tornar um estado de partido único totalitário, quando Ioannis Metaxas estabeleceu o regime de 4 de agosto em 1936, durando até a ocupação do Eixo na Grécia em 1941.